# 假春榆
假春榆（学名：Ulmus pseudopropinqua）为榆科榆属的植物，是中国的特有植物。分布在中国大陆的黑龙江等地，目前尚未由人工引种栽培。